# Beruselse
Beruselse er en fysiologisk tilstand, som påvirker psyke og opførsel.
En person kan blive beruset ved at indtage alkohol, narkotika eller medicin. Det kan udløse både negative og positive følelser, tab af selvkontrol, aggressiv opførsel etc.
Almindelige symptomer for beruselse kan være uklar tale, manglende balanceevne, dårlig koordination, farve i hoved og øjnene, hikke og hæmningsløs opførsel.
Niveauet for beruselse kan måles ved en blodprøve samt og et alkometer, som anvendes ved spirituskontrol.
Beruselse i overført betydning; henrykt, begejstret, forelsket. I religiøsitet, iIdeologi, politik osv..
Sløret virkelighedsopfattelse har indflydelse på handlinger og reaktioner (aktivisme, radikalisering og ekstremisme). Kan let give tømmermænd.